# サムクラゲ

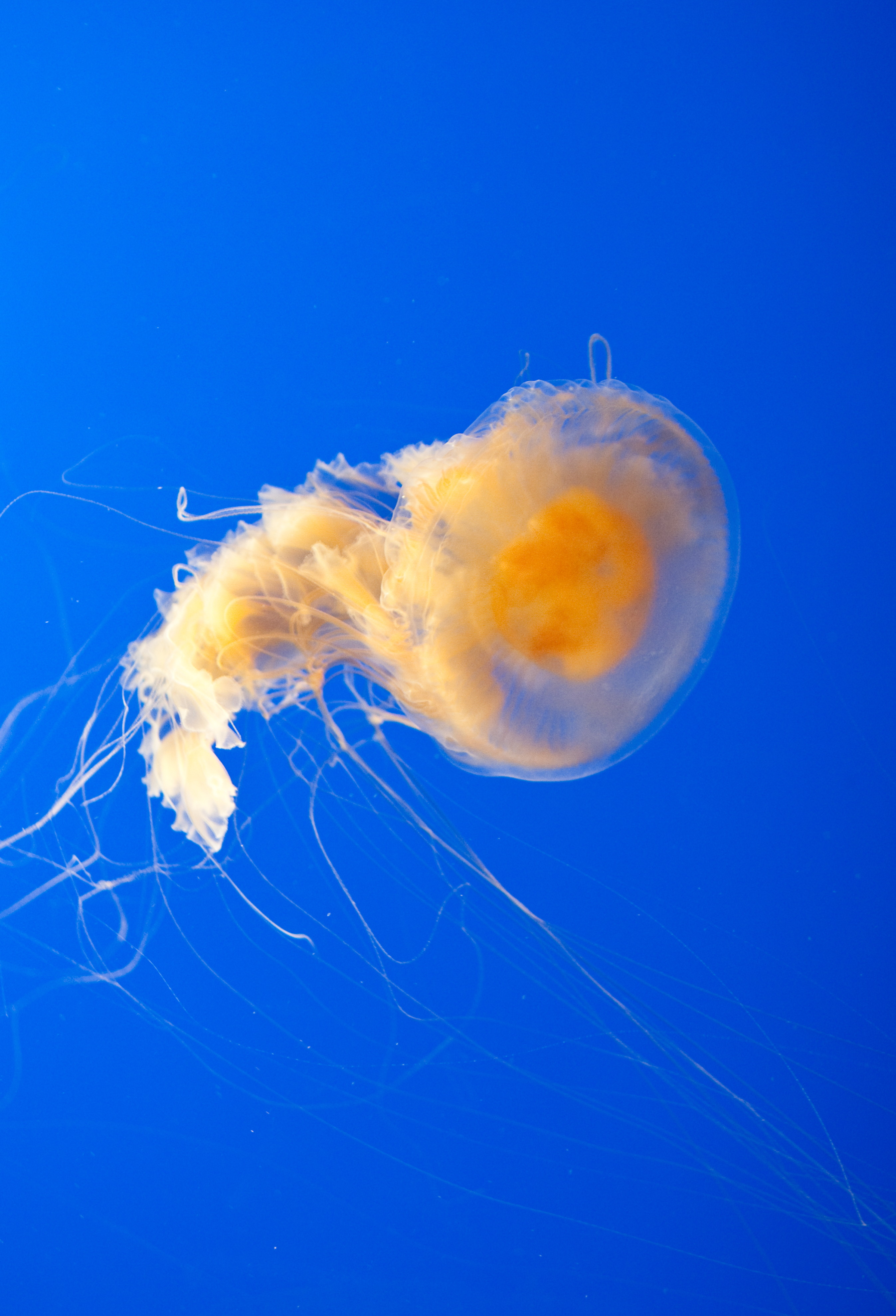
サムクラゲ

サムクラゲ（Phacellophora camtschatica）は、旗口クラゲ目の一種。

## 概要
最大60cm。半透明の体をしている。足は長く、絡まりやすいので、自切をたまに行う（切った腕は再生する）。
北太平洋の冷帯海域に生息し、国内だと北海道等に生息する。
コティロリーザ・ツベルクラータと似たところがあり、成熟すると突出しているところがオレンジ色で周りが白色になるので、 目玉焼きのような模様なので、英語ではコティロリーザ・ツベルクラータ同様「フライドエッグジェリー」とも呼ばれている。

## 引用
- https://www.gogo-zoo-aquarium.com/entry/2020/04/05/202556